# The Lakes
The Lakes é uma Região censo-designada localizada no estado americano de Minnesota, no Condado de Murray.

## Demografia
Segundo o censo americano de 2000, a sua população era de 619 habitantes.

## Geografia
De acordo com o United States Census Bureau tem uma área de
117,8 km², dos quais 92,7 km² cobertos por terra e 25,1 km² cobertos por água.

## Localidades na vizinhança
O diagrama seguinte representa as localidades num raio de 16 km ao redor de The Lakes.